# Po-muzjski
Po-muzjski (russisk: По-мужски) er en russisk spillefilm fra 2022 af Maksim Kulagin.

## Medvirkende
- Anton Lapenko som Gleb
- Jekaterina Sjjerbakova som Polina
- Jevgenija Sinitskaja som Rita
- Vladimir Gorislavets som Kostja
- Anastasija Tjujeva som Vera
- Polina Sinilnikova som Tanja
- Olga Khokhlova